# Oliwia Hildebrandt
Oliwia Hildebrandt (ur. 3 grudnia 1971 w Pińczowie) – polska malarka, zajmuje się także rysunkiem, grafiką i mixed mediami. Mieszka i pracuje w Kielcach.

## Życiorys i twórczość
Doktor sztuk pięknych w dziedzinie malarstwa w Instytucie Sztuk Pięknych Uniwersytetu Jana Kochanowskiego w Kielcach. Absolwentka Uniwersytetu Pedagogicznego w Krakowie - dyplom w zakresie grafiki warsztatowej. Członek zarządu Związku Polskich Artystów Plastyków Okręgu Świętokrzyskiego. Autorka wystaw indywidualnych i zbiorowych, zagranicznych, międzynarodowych i ogólnopolskich (Monte Carlo, Bruksela, Barcelona, Madryt, Rzym,  Scheersberg, Remscheid, Drezno, Las Palmas, Telde, Warszawa, Szczecin, Jabłonna, Opole, Kielce). Uprawia twórczość w zakresie malarstwa, rysunku, grafiki i mixed mediów. 
Swoje działania artystyczne ogniskuje wokół eksperymentów formalnych, nadając im sens dąży do zapisu czasu w formie artefaktu, obiektu, dzieła, procesu. W malarstwie minimalizuje zwracając się ku abstrakcyjnym formom przez co nadaje swoim obrazom bardziej uniwersalny wymiar. Inspiracją staje się codzienność i naturalne procesy związane z czasem i właściwościami materii. Obrazuje je za pomocą uproszczonych form, przekazując symboliczne znaczenia przedmiotom i miejscom tworzy osobistą materię pamięci przeszłości i obecności. Kamień, jako obiekt i metafora, będący symbolem trwania i wieczności oraz uosobieniem odwiecznej tajemnicy w jej malarskich rozważaniach stał się z wyrazicielem spójni materii i ducha. Jako namacalny składnik codzienności, fragment nieożywionej przyrody jest obiektem poszukiwań, reliktem przeszłości, osobliwą formą zapisu czasu, a przede wszystkim inspiracją, by badać wartości malarskie i graficzne.

## Ważniejsze wystawy indywidualne
- 2023 - Alchemia Sztuki, Transmutacje. Gallery of Young Polish Art, Warszawa
- 2022 - Hildebrandt House of Arts Exhibition Baltlove, Galeria Bałtów
- 2021 - Alchemia Sztuki. Hildebrandt House of Arts Exhibition, Galeria Pokojovo, Kielce
- 2021 -  Kamień Filozoficzny. Transmutacje, Galeria ZPAP, Opole
- 2020 – Arche-Lithos, Galeria TA3, Kamienica Artystyczna TA3, Warszawa[1]
- 2019 – Czasoprzestrzeń kamieni, Galeria ZPAP Tycjan, Kielce[2]
- 2018 – Kamień jako symbol, obraz i zapis czasu, wystawa doktorska, Galeria Instytutu Sztuk Pięknych Uniwersytetu Jana Kochanowskiego w Kielcach
- 2018 – Czas Kamienia, wystawa malarstwa i digital painting, Galeria Sztuki Na Prostej, Jabłonna[3][4]
- 2018 – Czas Kamienia, wystawa malarstwa i digital painting, Galeria BWA, Kielce[5]
- 2017 – Transparencje, digital painting, FSK Baza Zbożowa
- 2017 – Ślady pamięci, wystawa malarstwa, Miejska Biblioteka Publiczna w Kielcach
- 2017 – Malarstwo. Czas. Przestrzeń. Kamień. Galeria Sztuki Współczesnej DŚT[6]
- 2016 – Memory – recollection (Pamięć – wspomnienie) oraz monumentalna realizacja w przestrzeni publicznej pt. Thinking in the same way – kitchen inspiration, w ramach uczestniczenia w projekcie „Eva’s ways”, Street Art Festival, Remscheid
- 2016 – Układy i odniesienia, Galeria ZPAP Tycjan, Kielce[7]
- 2014 – Relacje, Galeria Ślad MDK, Kielce
- 2014 – Malarstwo-Rysunek-Grafika, Kościół Ewangelicki, Kielce
- 2012 – Prowadzenie warsztatów z wycinanki żydowskiej prezentacja artystyczna oraz powarsztatowa wystawa zbiorowa podczas Festiwalu Kultury Żydowskiej, Święto Ciulimu i Czulentu w Domu Kultury w Lelowie
- 1999 – Wystawa indywidualna LINORYT, Klub Nauczyciela w Kielcach

## Wybrane wystawy zbiorowe
- 2022 - Discovering Diversity - Riviera Palace Gallery, Monte Carlo, Monaco
- 2022 - Pences and Emotiones, Espace Art Gallery, Bruksela, Belgia
- 2021 - Intuition and Geometry, Art Nou MilLeni Gallery, Barcelona, Hiszpania
- 2021 - European Art Symphonic Concert, Captaloona Art Gallery, Madryt, Hiszpania
- 2020 – Quinto elemento (Piąty żywioł), Teatro Municipal Juan Ramón Jiménez, Telde, Gran Canaria, Hiszpania[8]
- 2020 – Wystawa doroczna ZPAP Kapitał Sztuki, Galeria BWA, Kielce[9]
- 2019 – Quinto elemento (Piąty żywioł), Galeria de Arte Club La Provincia, Las Palmas de Gran Canaria, Hiszpania[10][11]
- 2019 – XIV Międzynarodowy Jesienny Salon Sztuki, Galeria BWA, Ostrowiec Świętokrzyski[12]
- 2019 – Międzynarodowa wystawa Cztery Wyspy/Four Islands/Quatro Islas, Galeria BWA Zielona, Busko Zdrój[13]
- 2019 – Arche-Typy – Małgorzata Bielecka, Marek Pokutycki i Goście. Galerie Mitte Dresden, Drezno, Niemcy[14]
- 2018 – 12 artisti polacchi e i nuovi tempi (12 artystów polskich a nowe czasy), Galeria Plus Arte Puls, Rzym, Włochy[15]
- 2017 – Archetypen des Weiblichen in der westlichen Kultur – ein künstlerischer und philosophischer Diskurs zur Gegenwartskunst  (Archetypy kobiety w kulturze Zachodu) Kunstraum Dresden, Drezno, Niemcy[16]
- 2014 – War and Peace – About the heroes and anti-heroes, Scheersberg, Niemcy
- 2014 – Krzemień pasiasty – Rysunek, Instytut Kultury Polskiej, Praga, Czechy
- 2013 – Space for freedom, Scheersberg, Niemcy
- 1996 – Vox Humana - wystawa pokonkursowa, putovní výstava mezinárodní soutěže mladých výtvarníků do 35 let, Výtvarné centrum Chagall, Ostrava, Czechy

## Nagrody i wyróżnienia
- 2020 - Stypendium Ministra Kultury i Dziedzictwa Narodowego "Kultura w sieci" 2020, Projekt Manufaktura Sztuki Oliwia Hildebrandt.
- 2018 – Nagroda Prezesa ZPAP na 41 Interdyscyplinarnym Konkursie Twórców Przedwiośnie ’41, Galeria BWA, Kielce
- 2016 – Wyróżnienie specjalne – Nagroda Targi Kielce na 39 Interdyscyplinarnym Konkursie Twórców Przedwiośnie ’39, Galeria BWA, Kielce
- 2015 – Nagroda Prezydenta Miasta Kielce
- 2014 – Nagroda Świętokrzyskiego Kuratora Oświaty
- 2014 – Nagroda honorowa dla najlepszego nauczyciela prowadzącego w ogólnopolskich konkursach twórczości plastycznej dzieci i młodzieży, Radom
- 2012 – Nagroda Świętokrzyskiego Kuratora Oświaty
- 2012 – Brązowy Krzyż Zasługi
- 2011 – Medal Komisji Edukacji Narodowej
- 2010 – Medal Brązowy Za Długoletnią Służbę
- 2008 – Nagroda Świętokrzyskiego Kuratora Oświaty
- 2007 – Nagroda Prezydenta Miasta Kielce
- 2003 – Nagroda Prezydenta Miasta Kielce